# Rally de las 24 Horas de 2007
El 48º Rally de las 24 Horas fue la cuarta fecha de la temporada 2007 del Campeonato Mexicano de Rally. Tuvo lugar los días 7 y 8 de julio en Valle de Bravo, en el Estado de México. Fue organizado por el Club Automovilístico Francés de México, A.C. y se desarrolló completamente sobre terracería. Originalmente había sido planeado un recorrido total de 739.92 kilómetros, de los cuales 312,2 habían sido divididos en 31 tramos cronometrados; sin embargo, cinco de ellos fueron cancelados antes del inicio de la prueba y el itinerario final tuvo un recorrido total de 595,87 km con 26 tramos cronometrados que sumaron 241,59 kilómetros; de éstos, los tramos 19, 20, 23, 24 y 25 fueron cancelados durante el desarrollo de la prueba.
La prueba fue considerada como muy complicada debido a las lluvias que tuvieron lugar durante su desarrollo, lo que llevó a que solo seis tripulaciones terminaran el rally.
El ganador del rally fue Benito Guerra Jr., quien dominó la mayor parte de la prueba, alternando solo algunas etapas con Rodrigo Ordóñez, quien ocupó el segundo lugar general, mientras el tercero fue para Carlos Izquierdo. Con los resultados, Guerra se colocó a dos puntos de Ordóñez en el liderato general, el cual ostentaba el segundo hasta esta fecha.

## Itinerario
| Día             | Tramo | Nombre                  | Distancia | Hora  | Ganador           | Tiempo          | Veloc. media    | Líder rally     |
| --------------- | ----- | ----------------------- | --------- | ----- | ----------------- | --------------- | --------------- | --------------- |
| Día 1 sábado 7  | TC1   | San Nicolás Tolentino 1 | 14,43 km  | 10:53 | Rodrigo Ordóñez   | 11:08           |                 |                 |
| Día 1 sábado 7  | TC2   | El Chilar 1             | 8,52 km   | 11:39 | Benito Guerra Jr. | 08:35           |                 |                 |
| Día 1 sábado 7  | TC3   | San Nicolás Tolentino 1 | 14,43 km  | 12:26 | Rodrigo Ordóñez   | 10:50           |                 |                 |
| Día 1 sábado 7  | TC4   | El Chilar 1             | 8,52 km   | 13:12 | Benito Guerra Jr. | 08:21           |                 |                 |
| Día 1 sábado 7  | TC5   | Otzoloapan              | 10,30 km  | 14:03 | Benito Guerra Jr. | 09:24           |                 |                 |
| Día 1 sábado 7  | TC6   | Súper especial 1        | 1,32 km   | 15:04 | Benito Guerra Jr. | 01:49           |                 |                 |
| Día 1 sábado 7  | TC7   | Súper especial 2        | 1,32 km   | 16;20 | Benito Guerra Jr. | 01:48           |                 |                 |
| Día 1 sábado 7  | TC8   | San Lucas del Pulque 1  | 4,45 km   | 16:43 | Benito Guerra Jr. | 02:43           |                 |                 |
| Día 1 sábado 7  | TC9   | San Diego 1             | 7,85 km   | 17:23 | Benito Guerra Jr. | 07:44           |                 |                 |
| Día 1 sábado 7  | TC10  | Almoloya 1              | 8,66 km   | 17:51 | Rodrigo Ordóñez   | 07:22           |                 |                 |
| Día 1 sábado 7  | TC11  | San Diego 2             | 7,85 km   | 18:14 | Benito Guerra Jr. | 07:32           |                 |                 |
| Día 1 sábado 7  | TC12  | Almoloya 2              | 8,66 km   | 18:42 | Benito Guerra Jr. | 07:04           |                 |                 |
| Día 1 sábado 7  | TC13  | Temascaltepec 1         | 4,45 km   | 19:19 | Benito Guerra Jr. | 03:24           |                 |                 |
| Día 1 sábado 7  | TC14  | Súper especial 3        | 1,32 km   | 19:58 | Benito Guerra Jr. | 01:52           |                 |                 |
| Día 1 sábado 7  | TC15  | San Lucas del Pulque 2  | 4,45 km   | 21:32 | Benito Guerra Jr. | 03:26           |                 |                 |
| Día 1 sábado 7  | TC16  | San Simón 1             | 24,06 km  | 22:14 | Rodrigo Ordóñez   | 23:33           |                 |                 |
| Día 1 sábado 7  | TC17  | Tequesquipan            | 4,36 km   | 23:11 | Benito Guerra Jr. | 04:21           |                 |                 |
| Día 1 sábado 7  | TC18  | Cajones                 | 7,51 km   | 23:29 | Benito Guerra Jr. | 07:54           |                 |                 |
| Día 1 sábado 7  | TC19  | Las Juntas 1            | 23,1 km   | 0:05  | Etapa cancelada   | Etapa cancelada | Etapa cancelada | Etapa cancelada |
| Día 1 sábado 7  | TC20  | Temascaltepec 2         | 4,45 km   | 01:12 | Etapa cancelada   | Etapa cancelada | Etapa cancelada | Etapa cancelada |
| Día 2 domingo 8 | TC21  | Circuito Amanalco 1     | 18,56 km  | 08:29 | Benito Guerra Jr. | 15:04           |                 |                 |
| Día 2 domingo 8 | TC22  | Amanalco                | 8,98 km   | 9,19  | Benito Guerra Jr. | 07:14           |                 |                 |
| Día 2 domingo 8 | TC23  | San Francisco           | 5,07 km   | 10:08 | Etapa cancelada   | Etapa cancelada | Etapa cancelada | Etapa cancelada |
| Día 2 domingo 8 | TC24  | San Gabriel             | 13,0 km   | 10:20 | Etapa cancelada   | Etapa cancelada | Etapa cancelada | Etapa cancelada |
| Día 2 domingo 8 | TC25  | Las Juntas              | 24,65 km  | 11:05 | Etapa cancelada   | Etapa cancelada | Etapa cancelada | Etapa cancelada |
| Día 2 domingo 8 | TC26  | Súper especial 4        | 1,32 km   | 11:57 | Benito Guerra Jr. | 01:48           |                 |                 |
| Fuentes         |       |                         |           |       |                   |                 |                 |                 |

## Clasificación final
| 1.      | Benito Guerra Jr.     | Sergio González Jr. | Mitsubishi Lancer Evo IX | 02:33:25 | 00.0  |  |
| 2.      | Rodrigo Ordóñez       | Marco A. Hernández  | Mitsubishi Lancer Evo IX | 02:36:15 | 02:40 |  |
| 3.      | Carlos Izquierdo      | Guillermo Izquierdo | Mitsubishi Lancer Evo IX | 02:41:00 | 07:25 |  |
| 4.      | Gabriel Marín         | Mauricio Pimentel   | Mitsubishi Lancer Evo IX | 02:41:22 | 07:57 |  |
| 5.      | Víctor R. Pérez Couto | Jorge Mondragón     | Peugeot 206 XS Rally     | 03:20:57 | 47:22 |  |
| Fuentes |                       |                     |                          |          |       |  |

| Predecesor: Montañas 2007 | México 2007 | Sucesor: Infiernillo 2013 |